# Заштићено подручје Спенсерова клисура
Заштићено подручје Спенсерова клисура, (енгл. Spencer Gorge Conservation Area), налази се на Нијагариној падини код Дундасу, Онтарио, конститутивној заједници Хамилтона, Онтарио, и у власништву је и под управом Хамилтонове управе за заштиту природе. Има поглед на Хамилтон и два велика водопада до којих се може доћи преко система стаза. Природне карактеристике које се налазе на овом подручју сматрају се провинцијским значајним. Услуга превоза саобраћа од заштићеног подручја језера Кристи до заштићеног подручја Спенсер клисуре/Вебстерерових водопада, како би посетиоци могли да приступе овој заштићеној области викендом и празницима.

## Геологија
Главна карактеристика ове области је Спенсерова клисура, клисура у облику слова „Y“, дуга око 1 km (0,62 mi), са дубином која достиже 100 m (330 ft).  Зидови клисуре су веома стрми, у контрасту са благо нагнутим пејзажом који се налази у оближњим областима. Клисура је била усечена отопљеним токовима глацијације Висконсина од пре око 10.000 година. Клисура приказује скоро потпуну стратиграфску секцију од црвених шкриљаца формације Квинстон до капице формације Локпорт (доломит и кречњак).

### Водопади
Са висином од 41 m (135 ft), Тју водопад је највиши водопад хамилтонске локације водопада,  међу 96 других. Смештен на 219 m (719 ft) изнад нивоа мора, уједно је и највиши водопад у граду. Вебстеров водопад је још један велики водопад. Са својим врхом од 30 m (98 ft), највећи је у граду. Клисура је одличан пример процеса рецесије водопада. Најмање 10 базена у облику зделе је идентификовано унутар подручја, што указује на раније положаје водопада. Неки од највећих и најстаријих идентификованих басена имају пречник до 350 m (1.150 ft), са дубином до 60 m (200 ft), што их чини упоредивим са садашњим стањем водопада Хорсшу.

### Фотографије клисуре
| - Водопад Тју - Водопад Тју - Спенсерова клисура - Спенсерова клисура - Дундас пик |